# Waiting for the End
«Waiting for the End» (с англ. — «Ожидая конца») — песня американской альтернативной рок-группы Linkin Park, является вторым синглом из их четвёртого студийного альбома A Thousand Suns. Релиз сингла состоялся 1 октября 2010 года. Композиция звучит в закрывающих титрах фильма Тиля Швайгера «Ангел-хранитель».

## Список композиций
Digital single
| №  | Название                                                         | Длительность |
| -- | ---------------------------------------------------------------- | ------------ |
| 1. | «Waiting for the End»                                            | 3:51         |
| 2. | «The Catalyst» («Guitarmagedon» Does It Offend You, Yeah? Remix) | 3:06         |

CD single
| №  | Название                                     | Длительность |
| -- | -------------------------------------------- | ------------ |
| 1. | «Waiting for the End»                        | 3:51         |
| 2. | «Waiting for the End» (The Glitch Mob Remix) | 4:54         |

Promotional UK CD single
| №  | Название              | Длительность |
| -- | --------------------- | ------------ |
| 1. | «Waiting for the End» | 3:51         |

## Видеоклип
Премьера видеоклипа, режиссёром которого выступил Джо Хан, состоялась 8 октября 2010 года на сайте телеканала MTV. На официальном YouTube-канале группы он набрал на данный момент свыше 220 миллионов просмотров.
Видеоклип наполнен компьютерной графикой. Камера движется вокруг неподвижных членов группы, их тела и силуэты искажаются и расплываются. Изображения поющих Майка и Честера сменяются изображениями различных животных, механизмов, аппаратуры группы; Честера «собирают» и «разбирают» по молекулам, на его лицо проецируется человеческий череп. В начале бриджа «оживает» Роб, к середине — остальные участники группы. В конце клипа изображение Честера распадается на светящиеся частицы.
Видеоклип был номинирован на премию MTV Video Music Awards в категории «Лучшие спецэффекты».

## Позиции в чартах
| Чарт (2010—11)                         | Высшая позиция |
| -------------------------------------- | -------------- |
| Австрия (Ö3 Austria Top 40)            | 34             |
| Бельгия (Ultratop)                     | 20             |
| Канада (Canadian Hot 100)              | 55             |
| Франция (SNEP)                         | 58             |
| Германия (Media Control Charts)        | 29             |
| Япония (Japan Hot 100)                 | 34             |
| Швейцария (Schweizer Hitparade)        | 58             |
| Великобритания (UK Singles Chart)      | 90             |
| США (Billboard Hot 100)                | 42             |
| США (Billboard Rock Songs)             | 2              |
| США (Billboard Alternative Songs)      | 1              |
| США (Billboard Mainstream Rock Tracks) | 37             |
| США (Billboard Pop Songs)              | 21             |
| США (Billboard Adult Pop Songs)        | 11             |